# Минералние води
Минералние води (на руски: Минера̀льные Во̀ды) е балнеолечебен курортен град в Ставрополски край, Русия.
Лежи по протежението на р. Кума и главната железопътна линия между Ростов на Дон и Баку (Азербейджан). Населението на града към 1 януари 2018 година е 74 758 души.
Целият район на Минералние бани е много богат на лечебни минерлни извори, което е предпоставка за развитието на балнео туризъм. Градът се обслужва от летище (межд. код: MRV), което се използва и от другите балнео центрове в северното подножие на Кавказ и от скиорите и алпинистите отиващи за Елбрус.
В града функционира футболният отбор „Локомотив“ до 2008 г.